# Halme pulverosa
Halme pulverosa är en skalbaggsart som beskrevs av Holzschuh 1989. Halme pulverosa ingår i släktet Halme och familjen långhorningar. Inga underarter finns listade i Catalogue of Life.